# Gymnoclasiopa cinerella
Gymnoclasiopa cinerella är en tvåvingeart som först beskrevs av Christian Stenhammar 1844.  Gymnoclasiopa cinerella ingår i släktet Gymnoclasiopa, och familjen vattenflugor. Arten är reproducerande i Sverige.